# Dylan Howe
 (octobre 2021).
 (avril 2021).
Si vous disposez d'ouvrages ou d'articles de référence ou si vous connaissez des sites web de qualité traitant du thème abordé ici, merci de compléter l'article en donnant les références utiles à sa vérifiabilité et en les liant à la section « Notes et références ».
Dylan Lee Howe (né le 4 août 1969 en Angleterre) est un batteur, chef d'orchestre, musicien de session et compositeur. Fils du guitariste Steve Howe avec lequel il collabore parfois, Dylan est également connu pour son travail avec le groupe The Blockheads (aussi bien avant qu'après la mort de son chanteur Ian Dury). En plus de son propre travail de chef d'orchestre de jazz et prolifique travail de session avec de multiples artistes. Il est également le frère du musicien Virgil Howe, mort en 2017.

## Jeunesse
Dylan Howe grandit à Hampstead, à Londres. Il est le fils aîné du guitariste de Yes, Steve Howe, et le frère de Virgil Howe, né en 1975.
Prénommé d'après le poète gallois Dylan Thomas, la chanson de Yes Clap est composée en son hommage par son père.
De 1975 à 1986, Howe est élève à l'école King Alfred School (en) dans le quartier de Golders Green au nord-ouest de Londres. Il commence à jouer de la batterie à l'âge de 10 ans, et bien qu'il ait brièvement étudié avec Bob Armstrong, Bill Bruford (Yes) et Jonathan Mover, il est essentiellement autodidacte. Pendant son apprentissage, Dylan passe un an avec sa famille à Montreux en Suisse, pour l'enregistrement de l'album de Yes Going for the One. C'est à cette époque qu'il participe pour la première fois au Festival de Jazz de Montreux.
À l'âge de 13 ans, ses parents l'emmènent voir Buddy Rich et son big band au Jazz Club de Ronnie Scott – il cite cet événement comme le moment où il a su qu'il voulait devenir batteur de jazz.
Tout au long de son adolescence, Howe joue dans divers groupes dans le nord de Londres. Ses premiers concerts ont lieu à la King Alfred School (1981) et à la University College School (en) (1982) dans le quartier de Frognal au nord-ouest de Londres Les répertoires de ces groupes se composent principalement de reprises de chansons des Clash, David Bowie, Bauhaus et U2, complétées par du matériel original. Dylan quitte l'école King Alfred avec trois diplômes O-Level (en) en 1986. Il travaille alors comme laveur de vitres et assistant de vente dans divers magasins (pour Katharine Hamnett entre autres) jusqu'en 1988, date à laquelle il débute comme musicien professionnel.

## Carrière
En 1989, Dylan Howe organise des soirées au club de jazz (maintenant disparu) The Shack sur Tisbury Court, Soho et commence à participer régulièrement à des soirées à West End dans des jam sessions et comme groupe en résidence dans des lieux comme The Limelight (en). C'est à cette époque qu'il rejoint le groupe du flûtiste Philip Bent.
Dylan est le batteur régulier de soirées hebdomadaires dans des clubs de Londres, y compris les « Songwriters » à The Orange à West Kensington, Londres, et en première partie de nombreux artistes, dont Chaka Khan et Howard Jones. Il est également batteur attitré pour la série Channel Four Packing Them In animée par Frank Skinner en 1992.
En 1996, il rejoint le groupe house pour la série Light Lunch (en) de Channel 4 et son spin-off Late Lunch, présenté par les comédiens Mel et Sue (en).
Dylan joue par la suite avec Yes en tant que batteur, à côté d'Alan White, lors de la tournée du groupe Yestival 2017.

### The Blockheads
Dylan Howe rejoint Ian Dury and the Blockheads en 1997 et, après la mort de Ian Dury en 2000, il continue à jouer avec le groupe The Blockheads, apparaissant sur les albums Straight From The Desk - 2 (2002), Ten More Turnips from the Tip (2002), Where's the Party? (2004) et finalement Staring Down The Barrel (2009).

### Steve Howe
Dylan collabore sur plusieurs projets avec son père Steve, jouant de la batterie sur plusieurs de ses albums, soit sur les albums solo de ce dernier, soit avec le Steve Howe Trio ainsi qu'avec le groupe Remedy.
Steve, Dylan et son frère Virgil Howe montent le groupe Remedy pour une tournée européenne en 2004, un album Elements en 2003 et le DVD Remedy Live en 2005 ont été publiés jusqu'à maintenant.
Le Steve Howe Trio, quant à lui, est formé en 2007 avec Steve, Dylan et Ross Stanley à l'Orgue Hammond. Ils donnent une tournée au Royaume-Uni en juin 2008 pour promouvoir leur premier album The Haunted Melody sortit cette année-là. Un deuxième album, Travelling, voit le jour en 2010, puis leur plus récent, New Frontier est produit en 2019, sur lequel on retrouve deux pièces composées avec Bill Bruford, mais ce dernier ne joue pas sur le disque.

### Wilko Johnson
Dylan Howe remplace Steve Monti comme batteur dans le Wilko Johnson Band, avec Johnson à la guitare et au chant, et Norman Watt-Roy à la basse. Il apparait sur les albums de Johnson The Best of Wilko Johnson Volume 1, The Best of Wilko Johnson Volume 2 et Blow Your Mind, ainsi que Going Back Home avec Roger Daltrey.

### Chef d'orchestre

#### Dylan Howe Quintet
Howe forme son quintette de jazz en 2003 avec lequel il sort quatre albums solo.
Le quintette change régulièrement de membres, mais se compose principalement de Howe, Quentin Collins (trompette), Brandon Allen (sax ténor), Ross Stanley (piano) et Chris Hill (contrebasse). Le musicien de jazz fusion Robert Wyatt chante lors de certains concerts. This Is It est présenté comme single de la semaine par le journal The Guardian de en novembre 2004, et The Observer commente sur les fills de batterie « acérées » de l'album live Translation.
En novembre 2007, Howe dissout le quintette pour se concentrer sur des projets alternatifs, notamment Dylan Howe's Unity 4 avec Tony Kofi, Mike Outram et Ross Stanley, aboutissant à une tournée de quinze dates au Royaume-Uni en juin 2008.
En 2009, Howe et le pianiste Will Butterworth forment un duo et commencent à travailler sur leurs arrangements du Sacre du printemps et de L'oiseau de feu d'Igor Stravinsky. Le duo sort son premier album en 2010 : Dylan Howe / Will Butterworth Duo Stravinsky - The Rite Of Spring – Part 1 qui reçoit des critiques positives. Ils travaillent actuellement sur une suite avec un plus grand nombre de musiciens.
En février 2010, Dylan Howe organise une tournée britannique à succès de vingt-cinq dates en quatuor avec Brandon Allen, Ross Stanley et Tim Thornton et travaille actuellement sur un nouvel album studio avec des arrangements de la musique de David Bowie tirée de son album Low qui sortira en 2013.

#### The Subterraneans
Dylan lance le projet Dylan Howe and the Subterraneans en 2007, interprétant la musique des albums Low et Heroes de David Bowie. Surnommés un « futur sextuor de jazz avec des cordes et de l'électronique », ils sont lancés lors d'un concert au London's Cargo pour le London Jazz Festival 2007, avec une version en avant-première d'un titre de Translation - Volume 2. Le groupe comprend le chanteur invité Hugh Cornwell, le guitariste de Portishead Adrian Utley et le saxophoniste Gilad Atzmon.
Un album, Subterranean - New Designs on Bowie's Berlin, sort en 2014 sur le label Motorik Recordings. Les musiciens sont Mark Hodgson et Nick Pini à la contrebasse, Ross Stanley au piano et aux synthétiseurs, Julian Siegel et Brandon Allen au saxophone, ainsi que Adrian Utley dans l'introduction de guitare sur Warszawa. Quant à Dylan lui-même,, il joue de la batterie tout au long de l'album, ainsi que des synthétiseurs sur deux pièces, Neuköln Day et Moss Garden. Son père, Steve Howe, joue du koto sur Moss Garden.

### Travail de session
Dylan joue sur plus de soixante albums, notamment avec les producteurs Trevor Horn, Nigel Godrich, John Leckie et Guy Chambers (en).
Il contribue à des bandes originales de films, y compris le biopic de Ian Dury nommé aux BAFTA: Sex & Drugs & Rock & Roll, Bridget Jones's Diary, Bridget Jones: The Edge of Reason, I Am Sam et Confetti (en).
Le travail de session pop et rock de Dylan inclut Paul McCartney, Ray Davies, Tom Jones, Gabrielle, Nick Cave, Hugh Cornwell, David Gilmour, Mick Jones, Damon Albarn, Lewis Taylor, Beth Gibbons, Alison Moyet, Sarah Brightman, Beth Rowley, Leon Ware, Sam Moore, Ben E. King, le guitariste de Slits Viv Albertine et Miles Kane entre autres.
En 2012, Howe tourne aux États-Unis, au Canada et en Europe avec le groupe Get the Blessing (en), basé à Bristol, en remplacement du batteur Clive Deamer.

## Vie privée
Howe épouse l'écrivaine musicale Zoe Howe en novembre 2006. Cette dernière a entre autres écrit la biographie d'artistes tels que The Jesus and Mary Chain, Wilko Johnson, Barði Jóhannsson, Keren Ann, JB Benoit (Air), Command V (Pat Irwin & Bush Tetras’ Cynthia Sley), X-Ray Spex et The Slits (Peel Sessions). Elle joue aussi de la batterie et des percussions et a collaboré avec Viv Albertine, The Plan (w/ Wetdog's Rebecca Gillieron), Wobbly Lamps, Helen McCookeryBook, Steve Beresford, Charli XCX, Anne Pigalle, Mick Jones, Yumi Matsutōya, Platypus et d'autres.

## Discographie

### Ian Dury and The Blockheads
- Straight From The Desk - 2 (2002)
- Ten More Turnips from the Tip (en) (2002)
- Where's the Party? (en) (2004)
- Staring Down The Barrel (2009)

### Steve Howe
Dylan a travaillé sur plusieurs projets avec son père Steve, jouant de la batterie sur 7 de ses albums solo :
- The Grand Scheme of Things, (1993)
- Quantum Guitar, (1998)
- Portraits of Bob Dylan, (1999)
- Natural Timbre, (2001)
- Spectrum, (2005)
- Love Is, 2020
- Homebrew 7, 2021

### Steve Howe Trio
- The Haunted Melody (2008)
- Travelling (2010)
- New Frontier (2019) - Deux pièces composées avec Bill Bruford

### Steve Howe's Remedy
- Elements (2003)
- Remedy Live (DVD) (2005)

### Dylan Howe Quintet
- The Way I Hear It (2003)
- This Is It (2004)
- Translation – Recorded Live In Soho – Volume 1 (2006)
- Translation – Volume 2 – Standards (2007)

### Ray Davies
- 2006 : Other People's Lives'

### Wilko Johnson
- The Best of Wilko Johnson Volume 1
- The Best of Wilko Johnson Volume 2
- Blow Your Mind

### Wilko Johnson /Roger Daltrey
- Going Back Home

### Dylan Howe / Will Butterworth Duo
- Stravinsky - The Rite Of Spring – Part 1 (2010)

### The Subterraneans
- Subterranean - New Designs on Bowie's Berlin (2014)